# Standaard Koekhandel
Standaard Koekhandel is een Nederlandstalige YouTube-internetserie van Belgisch standupcomedian Lukas Lelie. In elke aflevering praat Lelie met een gast die net als hij een liefhebber is van koeken uit de supermarkt. Het eerste seizoen verscheen in het najaar van 2018, het tweede in het voorjaar van 2019. In het najaar van 2019 werd seizoen 3 aangevat, in oktober 2020 begon een vierde seizoen en in mei 2022 startte het vijfde seizoen.
Elke aflevering vindt plaats in de koekenrayon van de Proxy Delhaize van Sint-Amandsberg. De aflevering volgt telkens een vast patroon: Lelie begint met een geestige anekdote, waarna een koekengerelateerd weetje wordt gedeeld met een bekende genodigde, om nadien door te gaan met het moment waarop die persoon zijn favoriete koek onthult.

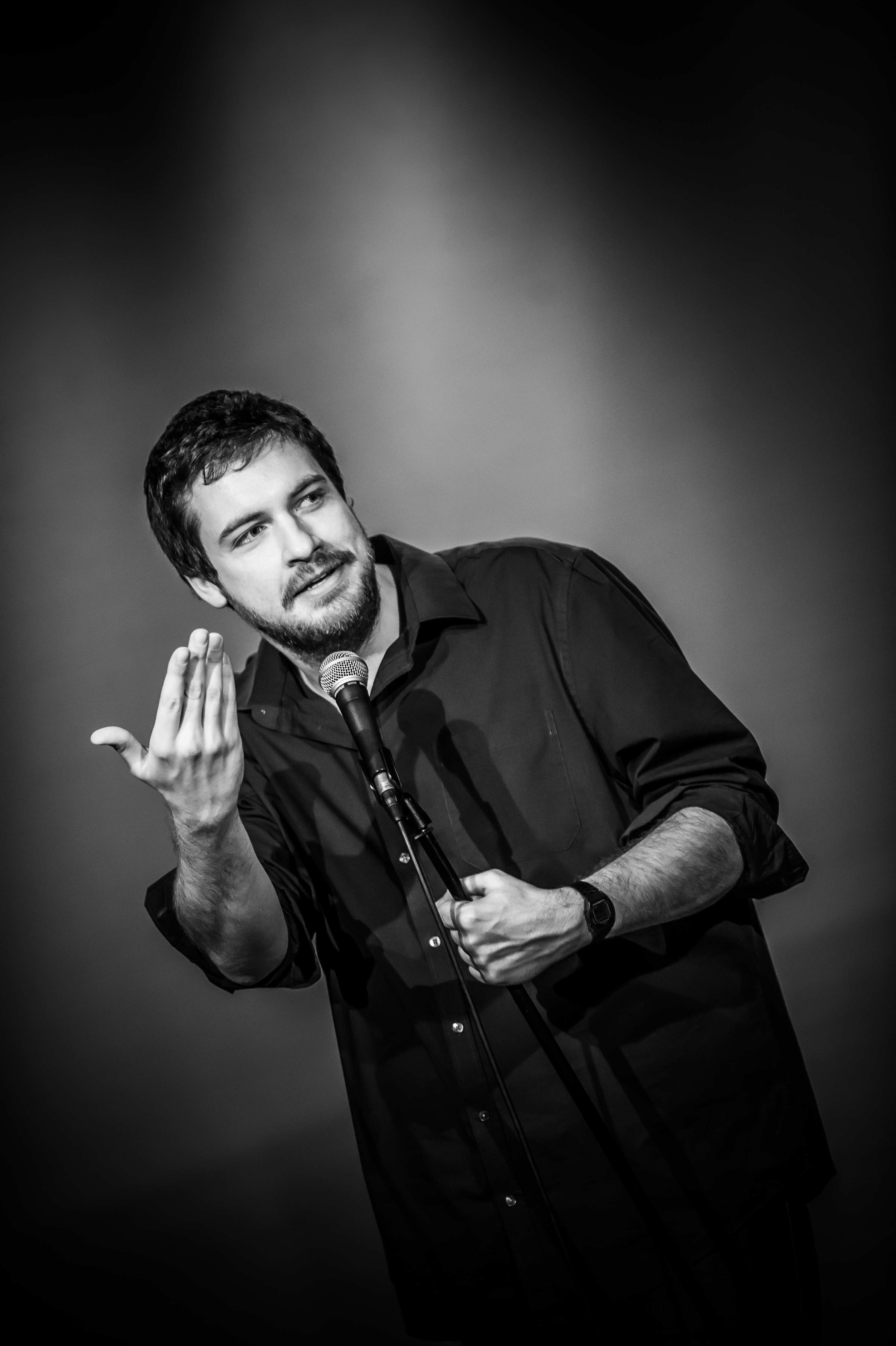
Gastheer Lukas Lelie.

De titel van de reeks is een woordspeling op Standaard Boekhandel.

## Afleveringen

### Seizoen 1
| Aflevering | Uitzending       | Gast            | Gekozen koek                                                |
| ---------- | ---------------- | --------------- | ----------------------------------------------------------- |
| 1          | 8 oktober 2018   | Lieven Scheire  | Délichoc (met pure chocolade)                               |
| 2          | 15 oktober 2018  | Wouter Deprez   | Melocake (family pack)                                      |
| 3          | 22 oktober 2018  | Iwein Segers    | Leo                                                         |
| 4          | 29 oktober 2018  | Thomas Huyghe   | Kinder Bueno                                                |
| 5          | 5 november 2018  | Raf Coppens     | Suzy                                                        |
| 6          | 12 november 2018 | William Boeva   | Marguerites van Colruyt                                     |
| 7          | 19 november 2018 | Gunter Lamoot   | Pennywafel                                                  |
| 8          | 26 november 2018 | Soe Nsuki       | Cha-Cha                                                     |
| 9          | 3 december 2018  | Steven Mahieu   | Zwarte Délichoc in een Delacredoos                          |
| 10         | 10 december 2018 | David Galle     | n.v.t. (slechtste koek: krakelingen van de witte producten) |
| 11         | 17 december 2018 | Piv Huvluv      | Prince Tout-Choco                                           |
| 12         | 24 december 2018 | Jonas Geirnaert | Marsepino                                                   |

### Seizoen 2
| Aflevering | Uitzending    | Gast                 | Gekozen koek                                  |
| ---------- | ------------- | -------------------- | --------------------------------------------- |
| 1          | 22 april 2019 | Jelle De Beule       | Milka Sensations met chocovulling             |
| 2          | 29 april 2019 | Han Coucke           | Mikado                                        |
| 3          | 6 mei 2019    | Jens Dendoncker      | Snowy enrobed/Enrobed white Oreo              |
| 4          | 13 mei 2019   | Bart Van Peer        | Classic/zwarte Dinosauruskoek                 |
| 5          | 20 mei 2019   | Gili                 | Café Noir (grote koekjes in lange verpakking) |
| 6          | 27 mei 2019   | Jan Jaap van der Wal | Mergpijp (groot)                              |
| 7          | 3 juni 2019   | Koen De Poorter      | Rijstwafel                                    |
| 8          | 10 juni 2019  | Sarah Vandeursen     | Peperkoek van Meli met boter                  |
| 9          | 17 juni 2019  | Bas Birker           | Pick Up! (pak van 5, met melkchocolade)       |
| 10         | 24 juni 2019  | Bart Cannaerts       | Cent Wafer (original, kleine pakjes)          |

### Seizoen 3
| Aflevering | Uitzending       | Gast                 | Gekozen koek                                                              |
| ---------- | ---------------- | -------------------- | ------------------------------------------------------------------------- |
| 1          | 25 november 2019 | Henk Rijckaert       | Vitabis                                                                   |
| 2          | 2 december 2019  | Roel Steeno          | Speculoos van Gala (van Aldi)                                             |
| 3          | 9 december 2019  | Amelie Albrecht      | Zoo-koekjes zonder chocolade                                              |
| 4          | 16 december 2019 | Johnny Trash         | Pim's                                                                     |
| 5          | 23 december 2019 | Otto-Jan Ham         | Sprits zonder chocolade van het huismerk                                  |
| 6          | 30 december 2019 | Dominique Van Malder | Canasta-kaaskoekjes                                                       |
| 7          | 6 januari 2020   | Bert Janssens        | Smurfenkoeken                                                             |
| 8          | 13 januari 2020  | Linde Merckpoel      | Eierkoek van De Vos                                                       |
| 9          | 20 januari 2020  | Edouard De Prez      | Snickers                                                                  |
| 10         | 27 januari 2020  | Dries Heyneman       | Cha-Cha                                                                   |
| 11         | 3 februari 2020  | Lectrr               | Rotsjes (kokosmakronen)                                                   |
| 12         | 10 februari 2020 | Annelies Moons       | Délichoc (met pure chocolade)                                             |
| 13         | 17 februari 2020 | Alex Agnew           | Zebrakoek (met chocoladevulling) (eervolle vermelding voor Disco biscuit) |

### Seizoen 4
| Aflevering | Uitzending       | Gast                 | Gekozen koek                      |
| ---------- | ---------------- | -------------------- | --------------------------------- |
| 1          | 26 oktober 2020  | Joris Hessels        | Cha-Cha                           |
| 2          | 02 november 2020 | Pedro Elias          | Pepito                            |
| 3          | 09 november 2020 | Peter Evrard         | Mikado                            |
| 4          | 16 november 2020 | Mathieu Terryn       | Bio Rijstwafel                    |
| 5          | 23 november 2020 | Rob Vanoudenhoven    | Biarritz                          |
| 6          | 30 november 2020 | Compact Disk dummies | Cartoonies                        |
| 7          | 7 december 2020  | Martin Heylen        | Choco Leibniz                     |
| 8          | 14 december 2020 | Flip Kowlier         | Gevulde wafels van Succès du Jour |
| 9          | 21 december 2020 | Sven de Leijer       | Marshmallow van Lotus             |
| 10         | 28 december 2020 | Charlotte Timmers    | Prince Mini Stars                 |
| 11         | 31 december 2020 | Adriaan van den Hoof | TUC-koek Original                 |

### Seizoen 5
| Aflevering | Uitzending   | Gast                | Gekozen koek                        |
| ---------- | ------------ | ------------------- | ----------------------------------- |
| 1          | 16 mei 2022  | Bockie De Repper    | Ferrero Rocher                      |
| 2          | 23 mei 2022  | Isolde Lasoen       | Café Noir van Delacre               |
| 3          | 30 mei 2022  | Vincent Voeten      | Frangipane van Lotus                |
| 4          | 6 juni 2022  | Guga Baúl           | Kinder Bueno                        |
| 5          | 13 juni 2022 | Maarten Boudry      | Snowy enrobed/Enrobed white Oreo    |
| 6          | 20 juni 2022 | Jade Mintjens       | LULU beertje (met chocolade) van LU |
| 7          | 27 juni 2022 | Sam De Bruyn        | Délichoc (met melkchocolade)        |
| 8          | 4 juli 2022  | Mich Walschaerts    | klassieke suikerwafel van Suzy      |
| 9          | 11 juli 2022 | Stijn Van de Voorde | Bokkenpootjes van Boni              |

## Trivia
- Op 21 november 2019 werd een première van het derde seizoen van Standaard Koekhandel gepresenteerd in de Kinepolis-bioscoop van Gent  onder de naam "Standaard Koekhandel at the movies". De fans kregen alle afleveringen van Seizoen 3 in primeur te zien, en ontvingen ook de 12 koeken die in de respectievelijke filmpjes worden besproken. Een deel van de ticketprijs ging naar het goede doel De Sloep - Onze Thuis.
- In december 2020 introduceerde Lelie in een video op zijn YouTube-kanaal ‘Standaard Koekhandel - The Game’. Dit is een online videospel waarin men een avatar van Lelie koeken moet laten vangen en opeten.
- Op 11 mei 2022 ging het vijfde seizoen in première in de Kinepolis-bioscoop van Gent, opnieuw onder de naam "Standaard Koekhandel at the movies'.  Fans kregen ook nu weer alle aflevering van het nieuwe seizoen in primeur te zien en ontvingen een exclusieve Standaard Koekhandel koekendoos met daarin de 9 koeken die in het seizoen aan bod kwamen, aangevuld met nog een extra 10de koek, de favoriet van gastheer Lelie. Een deel van de ticketprijs ging naar het goede doel De Sloep - Onze Thuis.[1]